# Diastema (odontologia)

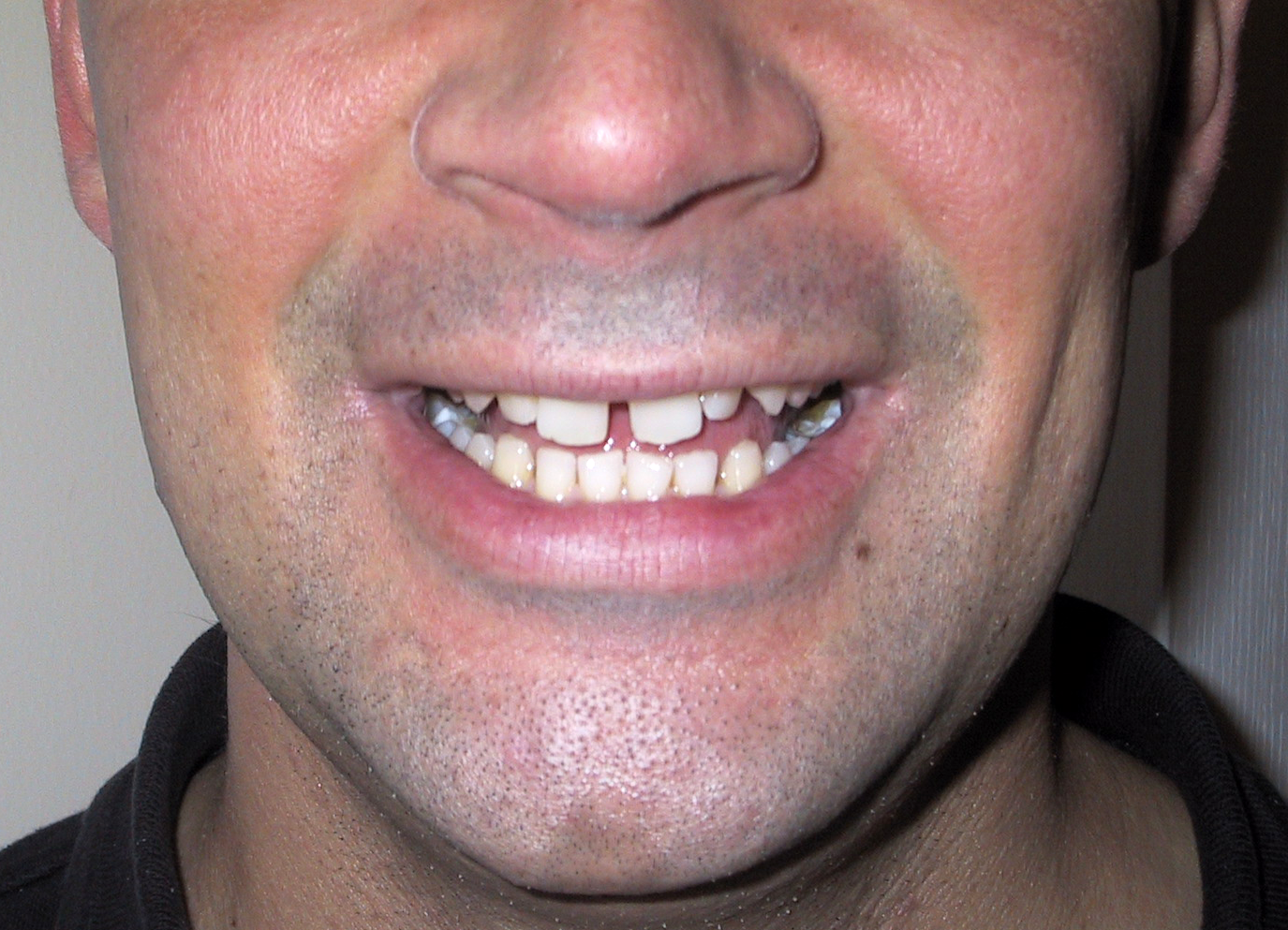
Diastema congènit entre les dues incisives superiors

Un diastema és un espai entre dues dents. El terme s'aplica sobretot en referència a un espai obert entre les incisives superiors. Es produeix quan hi ha una relació desigual entre la mida de la dent i la mandíbula. Moltes espècies de mamífers tenen diastemes com un tret normal, com per exemple l'espai entre les molars i les incisives dels rosegadors.
Els diastemes poden ser causats o accentuats per cops donats amb la llengua o l'acció tivant del fre dels llavis (el teixit que envolta els llavis), que pot separar les dents.